# 香花暗罗
香花暗罗（学名：Polyalthia rumphii）是番荔枝科暗罗属的植物。分布在印度尼西亚、菲律宾、马来半岛以及中国大陆的广东等地，生长于海拔1,000米的地区，一般生长在低海拔至中海拔山地林中，目前尚未由人工引种栽培。

## 别名
大花暗罗（中国树木分类学）